# Turbo (Judas Priest)
Turbo è il decimo album in studio dei Judas Priest, pubblicato il 14 Aprile 1986 per l'Etichetta discografica Columbia Records.
L'album è stato ristampato nel febbraio del 2017 per celebrare il traguardo del 30º anniversario dall'uscita originale, in edizione triplo CD con due dischi bonus contenenti il concerto tenuto dal gruppo a Kansas City, Missouri, durante il tour promozionale di Turbo.

## Il disco
Uscì nel 1986 e segnò un cambiamento di rotta nel sound della band, ora orientato sul pop metal (es.il pezzo intitolato Wild Nights, Hot & Crazy Days), genere molto in voga negli anni '80, soprattutto negli Stati Uniti.

## Tracce
1. Turbo Lover – 5:33
2. Locked In – 4:19
3. Private Property – 4:29
4. Parental Guidance – 3:26
5. Rock You All Around The World – 3:35
6. Out In The Cold – 6:27
7. Wild Nights, Hot & Crazy Days – 4:39
8. Hot For Love – 4:11
9. Reckless – 4:20

### Remastered Bonus Tracks
1. All Fired Up – 4:45
2. Locked In (live) – 4:26

### 30th Anniversary Edition - CD Bonus
1. Out in the Cold – 6:35
2. Locked In – 4:21
3. Heading Out to the Highway – 4:53
4. Metal Gods – 4:03
5. Breaking the Law – 2:43
6. Love Bites – 5:19
7. Some Heads Are Gonna Roll – 4:25
8. The Sentinel – 5:02
9. Private Property – 5:11
10. Desert Plains – 4:55
11. Rock You All Around the World – 5:02

1. The Hellion – 0:40
2. Electric Eye – 3:37
3. Turbo Lover – 6:03
4. Freewheel Burning – 5:03
5. Victim of Changes – 8:55
6. The Green Manalishi (With the Two-Pronged Crown) (Fleetwood Mac cover) – 5:19
7. Living After Midnight – 4:35
8. You've Got Another Thing Comin' – 9:01
9. Hell Bent for Leather – 5:53

## Set list per il Fuel for Life Tour 1986
1. Out In The Cold
2. Locked In
3. Heading Out To The Highway
4. Breaking The Law
5. Love Bites
6. Metal Gods
7. Some Heads Are Gonna Roll
8. The Sentinel
9. Private Property
10. Desert Plains
11. Rock You All Around The World
12. The Hellion/Electric Eye
13. Turbo Lover
14. Freewheel Burning
15. The Green Manalishi (With The 2-Pronged Crown)
16. Parental Guidance
17. Living After Midnight
18. You've Got Another Thing Comin'
19. Hell Bent For Leather

## Formazione
- Rob Halford - voce
- Glenn Tipton - chitarra
- K.K. Downing - chitarra
- Ian Hill - basso
- Dave Holland - batteria